# Mercatoratlas

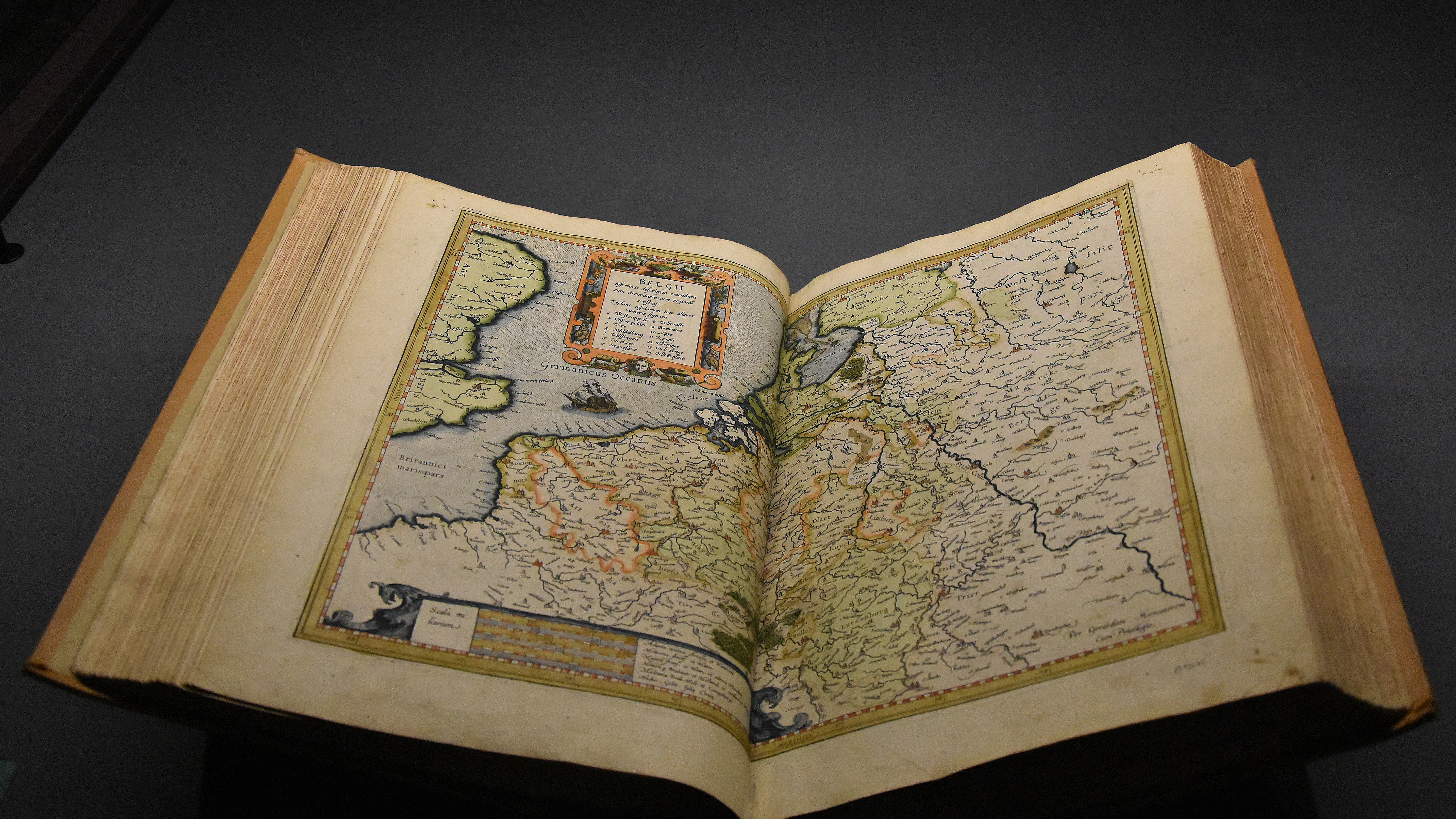
editie van 1595 in het bezit van de Koninklijke Bibliotheek van België

De Mercatoratlas (Atlas sive Cosmographicae Meditationes de Fabrica Mundi et Fabrica Figura, in het Nederlands Atlas oftewel kosmografische overwegingen over de schepping van de wereld en de vorm van het geschapene) is een gedrukte verzameling kaarten van de wereld uitgegeven in boekvorm door Rumold Mercator in 1595, een jaar na de dood van zijn vader Gerardus Mercator op basis van diens werk.

## Mercators ambitie
Na het publiceren van zijn meesterwerk, de Nova et aucta orbis terræ descriptio ad usum navigantium emendate accommodata (1569), een grote wandkaart van de wereld in 21 bladen met een totaalformaat van 134 x 212 cm, legde Gerardus Mercator zich meer en meer toe op de samenstelling van een kosmografie. Mercators plannen waren groots: een reusachtig kosmografisch werk over de schepping en over de oorsprong en geschiedenis van het geschapene.
De eerste ideeën daarvoor schreef hij in 1569 in de inleiding tot zijn Chronologia. De kosmografie zou gaan bestaan uit vijf delen:
1. De schepping van de wereld. Tekst postuum gepubliceerd als inleiding op de Atlas (1595).
2. Beschrijving van de hemel. Nooit verschenen.
3. Beschrijving van de landen en zeeën in drie gedeeltes:
  1. Moderne geografie. De Atlas, onvoltooid, zie hierna
  2. Ptolemaeus' kaarten. Gepubliceerd in 1578
  3. Antieke geografie. Niet gerealiseerd.
4. Genealogie en politieke geschiedenis. Alleen verschenen in de vorm van de teksten bij de kaarten in de Atlas.
5. Chronologie. Gepubliceerd in 1569.

Mercators noodlot was zijn wetenschappelijke instelling. Hij stelde publicatie uit in de hoop dat er nieuwe informatie zou komen. Het cartografisch gedeelte van zijn kosmografie is slechts voor ongeveer de helft gerealiseerd.

## Geschiedenis
Voorafgaand aan de atlas van de wereld bracht Gerardus Mercator onvolledige versies op de markt. De eerste versie dateert van 1570 en is een uniek exemplaar gemaakt voor de prins van Cleve. Het bevindt zich vandaag in de British Library
Rumold stierf in 1599 en de erfgenamen verkochten uit geldnood zijn koperen platen in 1604 aan Jodocus Hondius die deze vervolgens gebruikte voor atlassen, die later bekend stonden als de Mercator-Hondius-atlas.